# Christophe Béchu
Pour les articles homonymes, voir Béchu.
Christophe Béchu , né le 11 juin 1974 à Angers (Maine-et-Loire), est un homme politique français.
Membre de l'UMP puis des Républicains jusqu'en 2017, il est nommé secrétaire général du parti de centre droit Horizons en 2021.
Il est notamment président du conseil général de Maine-et-Loire (2004-2014), sénateur (2011-2017), maire d'Angers et président d'Angers Loire Métropole (2014-2022). 
En mai 2022, dans le gouvernement d'Élisabeth Borne, il devient ministre délégué chargé des Collectivités territoriales. En juillet suivant, dans le même gouvernement, il est nommé ministre de la Transition écologique et de la Cohésion des territoires.

## Situation personnelle

### Études et famille
Diplômé de l'Institut d'études politiques de Paris en 1996, Christophe Béchu est lauréat de l'examen d'entrée à l'école d'avocat de Poitiers (École du Centre Ouest des Avocats) en novembre 2003, après un DEA de droit public (1997-1998) et un DESS de droit des interventions sanitaires et sociales des collectivités locales (2002-2003).
Christophe Béchu est marié et père de trois enfants.

### Carrière professionnelle
À partir de 1998, il est chargé de cours en finances publiques au Centre national de la fonction publique territoriale (CNFPT).
Entre 2000 et 2002, il dirige une entreprise de conseil en télécommunications, CrafTelecom. Il préside depuis 2004 la SODEMEL (Société d'équipement du département de Maine-et-Loire), une Société d'économie mixte chargée de l'aménagement des quartiers d'habitations et des parcs d'activités économiques ainsi que de la maîtrise d'ouvrage déléguée d'équipements publics sur le département de Maine-et-Loire.
De 2001 à 2009, il préside le Service départemental d'incendie et de secours de Maine-et-Loire (SDIS 49).
De 2005 à 2009, Christophe Béchu préside l'association du Festival d'Anjou, du décès de son prédécesseur, l'ancien président du Conseil général de Maine-et-Loire Jean Sauvage, à la dissolution de l'association. À partir d'octobre 2009, il préside l'EPCC Anjou Théâtre, maintenant chargé de l'organisation du Festival d'Anjou.
À partir de décembre 2006[réf. souhaitée], succédant à François Scellier[réf. souhaitée], Christophe Béchu est président de l'Association de collectivités locales « Réseau Idéal »[source insuffisante], consacrée à la gestion des connaissances des collectivités locales. Il est remplacé par Jean-Louis Destans.[réf. souhaitée]
D'octobre 2006 à novembre 2009, il est président du Conseil d'administration du groupement d'intérêt public « Enfance en danger » (GIPED) qui gère notamment le Service national d'accueil téléphonique pour l'enfance maltraitée (119 - Allô Enfance en danger).
En novembre 2007, Christophe Béchu succède à Loïc Le Masne de Chermont au conseil d’administration de Dexia Crédit Local. Il démissionne de cette fonction en janvier 2009.

## Parcours politique

### Élu de Maine-et-Loire
Élu en 1995 à 21 ans conseiller municipal d'Avrillé dans la périphérie nord-ouest d'Angers, Christophe Béchu, adjoint à la communication de 1998 à 2001 est, parallèlement, de 1998 à 2000, collaborateur parlementaire du député maire d'Avrillé (septième circonscription de Maine-et-Loire) Marc Laffineur (Démocratie libérale) qui, réélu en 2001 le nomme adjoint à l'urbanisme jusqu'en 2008.
Parallèlement, il est élu conseiller général du canton d'Angers-Nord-Ouest. Il devient président du conseil général de Maine-et-Loire le 1er avril 2004, succédant à André Lardeux qui le soutenait. Âgé de 29 ans, il est à l'époque le plus jeune président de conseil général de France. Après les élections cantonales, il est reconduit dans ses fonctions le 20 mars 2008, puis en 2011,.
En avril 2016, un rapport de la Chambre régionale des comptes (CRC) fait état de la mauvaise gestion du département sous la présidence Béchu.

### Candidature à la mairie d'Angers en 2008
À l'automne 2007, il annonce sa candidature à la mairie d'Angers lors des élections municipales de 2008 en signant un accord de partenariat avec le Mouvement démocrate.
Il se démarque de Jean-Claude Antonini, le maire socialiste sortant, en proposant un autre tracé pour le futur tramway d'Angers et la construction d'un stade de football en périphérie d'Angers. En janvier 2008, il annonce qu'il refuse le soutien du président de la République française Nicolas Sarkozy en ne participant pas au congrès national de l'UMP pour le lancement de la campagne pour les élections municipales et annonce que parmi ses dix-sept adjoints en cas d'élection, seuls trois seront membres de l'UMP. Le 29 février 2008, il reçoit le soutien de Jean Monnier, maire d'Angers de 1977 à 1998.[pertinence contestée]
Arrivé en tête à l'issue du premier tour le 9 mars 2008, Christophe Béchu est battu lors du second tour du 16 mars 2008, par le maire socialiste sortant Jean-Claude Antonini (49,39 % contre 50,61 %).
Élu député européen en juin 2009, il démissionne, en raison des limites au cumul des mandats, du conseil municipal de la ville d'Angers après dix-sept mois de mandat.
Une polémique naît en mars 2014 à propos de l'agence de communication de la femme du candidat Béchu. Elle aurait assuré plusieurs campagnes politiques, pour un montant de 160 000 euros. Le couple nie tout enrichissement personnel.

### Élections européennes de 2009
En février 2009, Christophe Béchu est désigné par l'Union pour un mouvement populaire tête de liste dans la circonscription Ouest en vue des élections européennes. Le 7 juin, la liste « Majorité présidentielle » qu'il conduit arrive nettement en tête du scrutin : il est donc élu député européen, avec deux autres de ses colistiers, pour un mandat de cinq ans.

### Élections régionales de 2010
Dans le cadre des élections régionales françaises de 2010, Christophe Béchu est candidat comme tête de liste UMP dans les Pays de la Loire. Au second tour, il est battu par la liste conduite par le président socialiste sortant Jacques Auxiette avec 43,61 % des voix contre 56,39 %.
Élu conseiller régional, il est contraint par la limitation du cumul des mandats, de démissionner soit de son mandat de député européen, soit de celui de conseiller général,. La liste qu'il conduit ayant déposé un recours en annulation du scrutin auprès du Conseil d'État, Christophe Béchu conserve temporairement ses trois mandats puis abandonne son mandat de député européen au profit d'Agnès Le Brun, maire de Morlaix en janvier 2011.

### Sénateur (2011-2017)
En septembre 2011, il est élu sénateur de Maine-et-Loire. De nouveau touché par la limitation du cumul des mandats, il démissionne alors de son mandat de conseiller régional, qui échoit à Jeanne Behre-Robinson, adjointe au maire d'Avrillé.
Lors de sa mandature en tant que sénateur, Christophe Béchu s'oppose à la loi de 2013 ouvrant le mariage aux couples de personnes de même sexe. Il signe en ce sens une tribune contre le mariage pour tous avec Bruno Retailleau dans le magazine d'extrême droite Valeurs actuelles.
En 2017, il ne se présente pas aux élections sénatoriales en Maine-et-Loire,.

### Mairie d'Angers (depuis 2014)

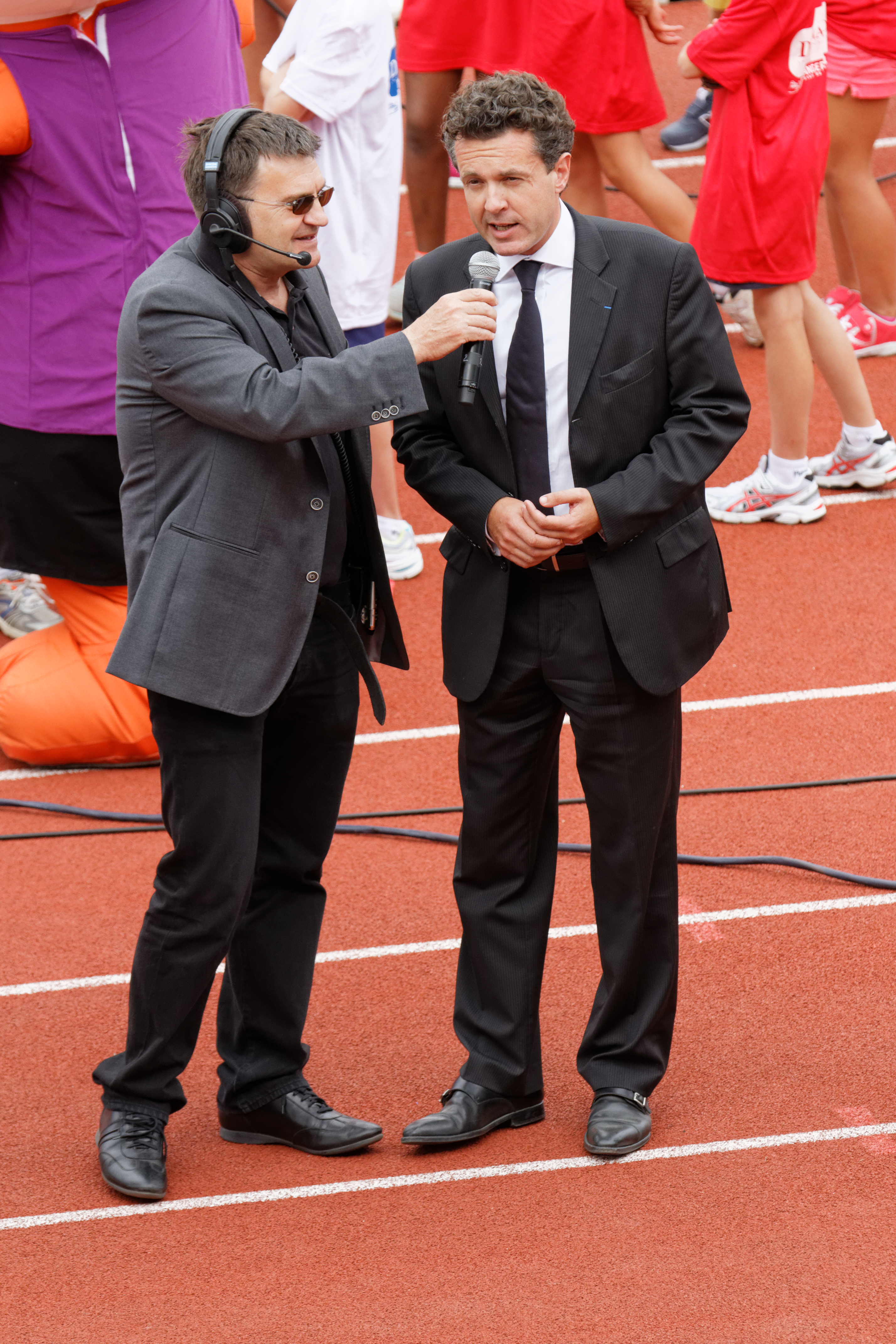
Christophe Béchu lors du DécaNation 2014.

Il remporte les élections municipales de 2014 à Angers, sa liste étant arrivée en tête avec 54,36 % des voix au second tour, face à celle de Frédéric Béatse ; il devient maire en avril 2014.
Il soutient Alain Juppé, candidat à la primaire présidentielle des Républicains de 2016.
Un rapport de la Cour des comptes, publié en 2016, tire la sonnette d'alarme quant aux choix de développement du parc végétal Terra Botanica d'Angers. La Cour recommande notamment à la commune d'Angers d'établir un contrat de performance avec ce parc.
En 2019, le parc enregistre plus de 330 000 visiteurs, soit une hausse de 15 % par rapport à 2018. Selon Christian Gillet, président du conseil départemental de Maine-et-Loire : « Ces très bons résultats confirment que nous avons eu raison dans nos choix, voilà 5 ans ».
Au moment de l'affaire Fillon, il renonce à soutenir François Fillon à l'élection présidentielle de 2017. Peu avant le second tour de l'élection présidentielle française, qui oppose Emmanuel Macron à Marine Le Pen, il signe une tribune de soutien à Macron, ce qui est compris par d’aucuns comme une sollicitation de sa part pour rentrer dans le futur gouvernement du nouveau président. Les critiques de son camp sont d’autant plus vives qu’il s’était engagé, lors de ses vœux en début d'année, à se consacrer à Angers. Le maire de Cholet Gilles Bourdouleix considère qu’il a « baissé son pantalon » pour essayer d'entrer au gouvernement.
Début décembre 2017, il quitte Les Républicains. Il soutient la liste de La République en marche aux élections européennes de 2019.
En 2019, un classement du journal Le Point classe Angers en deuxième position des villes les mieux gérées de France dans la catégorie des très grandes villes. Ce classement évalue l’action des maires au début et à la fin de leur mandat, sur des critères financiers.

### Président de l'ODAS (depuis 2015)
Le 23 octobre 2015 Christophe Béchu est élu président de l'Observatoire national de l'action sociale (ODAS) par le conseil d'administration.
Le 1er mars 2017, l'ODAS rend public son « manifeste pour une nouvelle citoyenneté », un document transmis aux candidats à l'élection présidentielle de 2017, estimant que le thème de la cohésion sociale n'est pas suffisamment mis en avant.

### Président de l'AFITF (2018-2022)
Le 16 février 2018, il entre au conseil d'administration de l'Agence de financement des infrastructures de transport de France (AFITF) en tant que personnalité qualifiée[source insuffisante]. Il en devient le président le 23 avril 2018[source insuffisante].
Le 18 août 2022, l'ancien Premier ministre Jean Castex lui succède à la présidence de l'AFITF.

### Président de La République des maires (depuis 2019)
Le 9 janvier 2019, Christophe Béchu est l'un des 72 maires et élus locaux de droite à l'initiative de la République des maires (RDM), une association de maires et d’élus locaux affirmant leur soutien au président Emmanuel Macron et au gouvernement d'Edouard Philippe ; Christophe Béchu est le président.

### Municipales 2020 à Angers
Le 17 octobre 2019, Christophe Béchu annonce sa candidature pour les élections municipales 2020 à Angers. Il conduit une liste de 59 Angevins, nommée Angers Pour Vous. Parmi les candidats, l'ancienne sénatrice EELV Corinne Bouchoux, est présente sur sa liste. La liste de Christophe Béchu ne prend l'investiture d'aucun parti politique mais sa candidature est soutenue par En Marche, Les Républicains, Agir, le MoDem et le Parti radical.
Le 15 mars 2020, la liste qu'il conduit remporte les élections municipales avec 57,82 % des voix, au premier tour face à cinq autres listes. La liste Angers Pour Vous remporte les 83 bureaux de vote de la ville et bénéficie de 49 sièges au conseil municipal sur 59. Le 25 mai suivant, il est réélu maire par le conseil municipal d'installation.
Dans le cadre de ces élections municipales, Christophe Béchu demande à deux de ses adjoints, Maxence Henry et Roch Brancour, de prendre leurs distances avec le mouvement « Sens commun ». Ces deux élus restent toutefois adjoints à la suite des élections.
Le 17 juillet 2020, il est réélu président d'Angers Loire Métropole lors du conseil communautaire d'installation.

### Secrétaire général du parti Horizons (depuis 2021)
Le 9 octobre 2021, il participe au lancement du nouveau parti Horizons, fondé par l'ancien Premier ministre et maire du Havre Édouard Philippe, et en est nommé le secrétaire général.

### Ministre délégué chargé des Collectivités territoriales
Le 20 mai 2022, il est nommé ministre délégué chargé des Collectivités territoriales, auprès du ministre de l'Intérieur Gérald Darmanin et de la ministre de la Transition écologique Amélie de Montchalin, dans le premier gouvernement Borne.

### Ministre de la Transition écologique et de la Cohésion des territoires
Le 4 juillet 2022, il est nommé ministre de la Transition écologique et de la Cohésion des territoires dans le gouvernement d'Élisabeth Borne en remplacement d'Amélie de Montchalin, et cumule le poste de premier adjoint du nouveau maire d'Angers.
Il autorise en octobre 2022 plusieurs techniques de chasse de l’alouette, comme les « pantes » (filets horizontaux) ou les « matoles » (cages-pièges), malgré le risque de contrevenir au droit européen. Face aux critiques des associations de protection de l’environnement, il déclare « assumer la décision qui a été prise ».

## Polémiques

### Accusations d'homophobie
En 2013, Christophe Béchu s'oppose en tant que sénateur au projet de loi sur le « mariage pour tous », craignant que celui-ci ouvre vers des droits à la PMA et à la gestation pour autrui (GPA).
En novembre 2016, il fait envoyer un courrier au gestionnaire du réseau de mobilier urbain JCDecaux afin de retirer des affiches de prévention du VIH montrant un couple d'hommes à proximité des écoles, et déclenche une polémique nationale,. À la suite de cela, l'association parisienne Mousse, luttant contre les discriminations liées au sexe, au genre et à l'orientation sexuelle, porte plainte contre le maire d’Angers et des élus d'autres villes. La ministre socialiste de la Santé, Marisol Touraine, qualifie la décision de Christophe Béchu de « censure » et décide de saisir la justice administrative « pour la santé publique et contre l’homophobie ». De son côté, le maire d'Angers se défend d'une décision reposant sur un critère homophobe et dit regretter que « le fait qu'à partir d'une décision, on présente la position de la Ville et de la municipalité comme homophobe et hostile aux campagnes de prévention du VIH. »
Ces polémiques engendrent des accusations d'homophobie en 2022 lors de sa prise de fonction en tant que ministre de la Transition écologique et de la Cohésion des territoires,,,.
En 2023, il déclare regretter avoir voté contre la loi sur le « mariage pour tous » estimant que cela consacre « des formes d'union et d'amour qui sont aujourd'hui mieux acceptées » et qui permettent « des épanouissements ».

### Accusation de caviardages sur Wikipédia
En janvier 2023, le journal Mediapart révèle que l'ancienne conseillère à la communication numérique du maire d’Angers a tenté à plusieurs reprises de « nettoyer » sa page Wikipédia notamment en ce qui concerne la polémique du retrait des affiches de prévention du VIH. Christophe Béchu dément être à l'origine de ces interventions,.

### Déplacements en avion d’affaires
Christophe Béchu, ministre de la Transition écologique, alors qu'il appelait les Français à la sobriété à la fin de novembre 2023, est épinglé par la revue angevine La Topette pour ses très nombreux déplacements en avion d’affaires affrétés spécialement de Toulouse, générant plus de 23 tonnes de CO2 pour six vols,,,. Le ministre répond à la polémique en affirmant que ces vols ont été effectués car d'autres options de transport n'étaient pas possibles selon lui.

### Indemnités en tant que conseiller municipal
En avril 2024, son indemnité mensuelle de plus de 3 000 € comme membre du conseil municipal d'Angers est contestée par les élus de l'opposition. Le groupe Aimer Angers demande que le maire de la ville sanctionne l'édile qui n'a participé à aucune commission et à seulement 5 conseils municipaux en tant qu'adjoint de la ville sur les 24 qui ont eu lieu depuis qu'il a été nommé ministre de la transition écologique en juillet 2022 ,.

## Détails des mandats

### Fonctions gouvernementales
- 2022 : ministre délégué chargé des Collectivités territoriales
- 2022-2024 : ministre de la Transition écologique et de la Cohésion des territoires

### Mandats parlementaires
- 2009-2011 : député européen, représentant de la circonscription Ouest (démissionnaire en cours de mandat)
- 2011-2017 : sénateur du Maine-et-Loire

### Mandats locaux
- 1995-2008 : conseiller municipal d'Avrillé (réélu en 2001), adjoint au maire chargé de la communication de 1998 à 2001, de l'urbanisme de 2001 à 2008
- 2001-2014 : conseiller général du canton d'Angers-Nord-Ouest (réélu en 2008, démissionnaire en cours de mandat)
- 2004-2014 : président du conseil général de Maine-et-Loire (réélu en 2008, démissionnaire en cours de mandat)
- 2008-2009 : conseiller municipal d'Angers (démissionnaire en cours de mandat)
- 2010-2011 : conseiller régional des Pays de la Loire (démissionnaire en cours de mandat)
- 2014-2022, puis depuis 2024 : maire d'Angers

## Synthèse des résultats électoraux

### Élections sénatoriales
| Année | Parti | Parti | Département    | Voix | %     | Rang | Sièges |
| ----- | ----- | ----- | -------------- | ---- | ----- | ---- | ------ |
| 2011  |       | UMP   | Maine-et-Loire | 561  | 30,34 | 2e   | 2 / 4  |

### Élections européennes
Les résultats ci-dessous concernent uniquement les élections où il est tête de liste.
| Année | Parti | Parti        | Circonscription | Voix    | %     | Rang | Sièges obtenus |
| ----- | ----- | ------------ | --------------- | ------- | ----- | ---- | -------------- |
| 2009  |       | UMP (NC-LGM) | Ouest           | 680 829 | 27,16 | 1er  | 3 / 9          |

### Élections régionales
Les résultats ci-dessous concernent uniquement les élections où il est tête de liste.
| Année | Parti | Parti           | Région           | 1er tour | 1er tour | 1er tour | 2d tour | 2d tour | 2d tour | Sièges obtenus |
| Année | Parti | Parti           | Région           | Voix     | %        | Rang     | Voix    | %       | Rang    | Sièges obtenus |
| ----- | ----- | --------------- | ---------------- | -------- | -------- | -------- | ------- | ------- | ------- | -------------- |
| 2010  |       | UMP (NC-MPF-AC) | Pays-de-la-Loire | 386 465  | 32,78    | 2e       | 542 989 | 43,61   | 2e      | 30 / 93        |

### Élections municipales
Les résultats ci-dessous concernent uniquement les élections où il est tête de liste.
| Année | Parti  | Parti                       | Commune | 1er tour | 1er tour | 1er tour | 2d tour | 2d tour | 2d tour | Sièges obtenus | Sièges obtenus |
| Année | Parti  | Parti                       | Commune | Voix     | %        | Rang     | Voix    | %       | Rang    | CM             | CC             |
| ----- | ------ | --------------------------- | ------- | -------- | -------- | -------- | ------- | ------- | ------- | -------------- | -------------- |
| 2008  |        | UMP                         | Angers  | 23 089   | 45,64    | 2e       | 27 083  | 49,39   | 2e      | 14 / 59        |                |
| 2014  | 18 365 | UMP                         | Angers  | 35,91    | 1er      | 27 975   | 54,36   | 1er     | 43 / 59 | 34 / 44        |                |
| 2020  |        | DVD (LR-LREM-MoDem-Agir-MR) | Angers  | 17 267   | 57,82    | 1er      |         |         |         | 49 / 59        | 35 / 43        |

## Distinctions
- Chevalier de la Légion d'honneur (2021)[91]
- Chevalier de l'ordre national du Mérite (2005)[92]
- Chevalier de l'ordre des Arts et des Lettres (2019)[93]

## Apparitions dans la culture populaire
- Dans l'introduction de son 6e projet Projet Blue Beam publié le 13 novembre 2018, le rappeur Freeze Corleone s'exprime à propos de Christophe Béchu : « Bellek, j'suis dans l'complot comme le maire de Angers ». Il fait ici référence aux réunions du groupe Bilderberg auxquelles Christophe Béchu participe en 2012, et qui alimentent des théories du complot[94].